# Sorbus futakiana
Sorbus futakiana är en rosväxtart som beskrevs av Karpati. Sorbus futakiana ingår i släktet oxlar, och familjen rosväxter. Inga underarter finns listade i Catalogue of Life.